# Cristian Noriega
Cristian Jafeth Noriega Santizo (Città del Guatemala, 20 marzo 1987) è un calciatore guatemalteco, difensore del CSD Municipal e della Nazionale di calcio del Guatemala.